# Войтонис, Николай Юльевич
Николай Юльевич Войтонис (в некоторых источниках — Юрьевич; 27 марта [8 апреля] 1887, Сувалкская губерния — 5 января 1946, Симферополь) — российский и советский зоопсихолог. Доктор биологических наук (1940), профессор, приматолог, изучал поведение обезьян.

## Биография
Родился 27 марта (8 апреля) 1887 года в селе Вейверы Сувалкской губернии в семье сельского учителя.
Окончил естественное отделение физико-математического факультета Санкт-Петербургского императорского университета (1913), где учился у профессоров Владимира Шимкевича и Владимира Вагнера. В 1914 году был призван русскую императорскую армию, воевал на фронтах Первой мировой войны. После этого в течение 13 лет занимался преподаванием. Работал в Вятском институте народного образования.
В 1927 году поступил в аспирантуру Московского психологического института. Работал над кандидатской диссертацией под руководством профессора Владимира Боровского. Спустя два года Войтонис получил степень кандидата педагогических наук (по психологии), защитив диссертацию «Роль побуждающих факторов в поведении».
В 1934 году был приглашён в Сухумский обезьяний питомник, где до 1942 года руководил лабораторией сравнительной психологии. В лаборатории изучал проблемы антропогенеза на основе поведения обезьян. Для совместной работы в лаборатории пригласил учёных Н. А. Тих и А. И. Кац.
Осенью 1940 года защитил диссертацию на тему «Поведение обезьян и проблема антропогенеза», которую защитил в МГУ. Работа опиралась на собственные исследования, проводимые в течение 16 лет в Сухумском питомнике. В годы Великой Отечественной войны был эвакуирован в Тбилиси, где с 1941 года работал в Психологическом институте Грузинской академии наук в лаборатории академика Дмитрия Узнадзе. В 1943 году стал членом ВКП(б).
С 1944 года — профессор Крымского государственного педагогического института имени М. В. Фрунзе в Симферополе, где возглавлял кафедру психологии и педагогики. В 1945 году стал сотрудником Сектора психологии Института философии АН СССР.
Скончался 5 января 1946 года в Симферополе.

## Научная деятельность
Занимался изучением эволюционной психологии, исследовал поведение обезьян. Участвовал в конструировании «экспериментального комода», созданного для анализа отсроченных реакций. Одним из первых в СССР доказал способность приматов к использованию орудий.

## Работы
- Предыстория интеллекта. М., 1949